# Rogers (Teksas)
Rogers je gradić u američkoj saveznoj državi Teksas. Prema popisu stanovništva iz 2010. u njemu je živjelo 1.218 stanovnika.